# 47
Вижте пояснителната страница за други значения на 47.
47 (четиридесет и седма) година е обикновена година, започваща в неделя по юлианския календар.

## Събития

### В Римската империя
- Седма година от принципата на Тиберий Клавдий Цезар Август Германик (41-54 г.)
- Консули на Римската империя са император Клавдий (IV път) и Луций Вителий (за III път). Суфектконсули през тази година стават Гай Калпетан Ранций Седат (март–април), Марк Хордеоний Флак (март–април), Гней Хозидий Гета (юли–декември), Тит Флавий Сабин (юли–август), Луций Вагелий (септември–октомври) и Гай Воласена Север (ноември–декември).
- Публий Осторий Скапула заменя Авъл Плавций като управител на Британия.[1]
- Под патронажа на Клавдий, гражданите на Рим празнуват Секуларните игри (Ludi Saeculares) в чест на 800 години от основаването на града.[2]
- Овация на Авъл Плавций за успехите му в Британия.[3]
- Гней Домиций Корбулон поема командването в Долна Германия и предприема походи срещу разбунтувалите се херуски и хавки, които преди това извършват набези в провинцията.[2] Той се опитва да постигне официалното подчинение на фризите под римска власт и постига известни успехи, които обаче противоречат на политиката на император Клавдий. Поради това му е наредено да изтегли всички новоустановени военни гарнизони обратно на левия бряг на Рейн.[4]
- Апостол Павел започва евангелийското си разпространение.

## Починали
- Вардан I, владетел на Партия от династията на Арсакидите
- Децим Валерий Азиатик, римски политик и сенатор (риден ок. 5 г. пр.н.е.)
- Гней Помпей Магн, зет на император Клавдий
- Марк Лициний Крас Фруги, римски политик
- Скрибония, съпруга на Марк Лициний Крас Фруги и майка на Гней Помпей Магн
- Попея Сабина Старша, римска аристократка и майка на императрица Попея Сабина